# Joseph Sadoc Alemany y Conill
Joseph Sadoc Alemany y Conill, OP (em espanhol: José Sadoc Alemany y Conill; Vic, 3 de julho de 1814 – Valência, 14 de abril de 1888) foi um clérigo católico espanhol, bispo de Monterey na Califórnia, arcebispo de São Francisco e arcebispo titular de Pelúsio.

## Biografia
Terceiro de doze filhos de Anthony e Mary Cunis Alemany, uma família profundamente cristã, desde a infância José Alemany sentiu o chamado à vida religiosa e ingressou na Ordem dos Pregadores aos quinze anos, iniciando seus estudos eclesiásticos. Professou em 1830 e tomou o nome religioso Sadoc, em memória do mártir dominicano polonês do século XIII. Pouco após vestir o hábito teve que deixar o convento devido à exclaustração decretada durante a regência da rainha Maria Cristina (1833-1840) e foi obrigado a ir para Roma em 1835 terminar sua formação no Convento de Minerva. Foi ordenado sacerdote em Viterbo em 11 de março de 1837, pelo Bispo Gaspare Bernardo Pianetti, e foi imediatamente nomeado vice-mestre de noviços e assistente do reitor da Basílica de Santa Maria sopra Minerva, ministério que ocupou até 1841. Foi então designado para as missões em Ohio e Tennessee, nos Estados Unidos, na Província Dominicana de São José, onde trabalhou em diversas tarefas até novembro de 1847, quando foi nomeado mestre de noviços no convento de Santa Rosa de Springfield. Tornou-se cidadão americano em 1845.
Em 2 de maio de 1848, Sadoc foi apontado pelo Mestre-Geral como provincial da província dominicana de San José, onde sua liderança chegou a sofrer alguma oposição devido a sua preocupação mais com o ministério ativo do que com a contemplação. No entanto, em 31 de maio de 1850, o Papa Pio IX o nomeou bispo da nova sé de Monterey, diocese que abrangia um extenso território. Ele recebeu a consagração episcopal em 30 de junho de 1850 do Cardeal Giacomo Filippo Fransoni, prefeito da Sagrada Congregação Propaganda Fide, na igreja de San Carlo al Corso; os principais co-consagradores foram o Patriarca Giuseppe Valerga e o Arcebispo Giovanni Domenico Stefanelli, OP.
O novo bispo chegou a São Francisco em dezembro de 1850 e, no final de janeiro de 1851, foi estabelecido em Monterey, onde a capela do presídio serviu como catedral. Como bispo de Monterey, tinha jurisdição sobre a Alta e Baixa Califórnia, bem como grande parte das terras que agora compreendem Nevada e Utah. O governo mexicano protestou contra seu controle sobre a Baixa Califórnia (território mexicano) e reteve os rendimentos do fundo piedoso, uma importante fonte de renda. Embora tivesse poucos padres e menos igrejas utilizáveis na área, Bispo Alemany ainda conseguiu relatar algum progresso no Primeiro Conselho Plenário de Baltimore (1852).
Seu pontificado na diocese de Monterey foi breve, pois em 29 de julho de 1853 foi nomeado primeiro arcebispo de São Francisco. Arcebispo Sadoc Alemany participou do Primeiro Concílio do Vaticano em Roma; foi membro da comissão de 24 homens para explorar o ensinamento sobre a infalibilidade papal. No Terceiro Concílio Plenário de Baltimore (1884), ele foi presidente da comissão de bispos relatando a conveniência de um catecismo uniforme. Realizou intenso trabalho missionário durante as mais de três décadas de episcopado, pois quando chegou à Califórnia como bispo havia apenas uma capela em um território quatro vezes maior que toda a Espanha, três padres e quinhentos católicos. Ao longo de seu governo, ele conseguiu aumentar o número de católicos para duzentos mil e o número de padres para duzentos e cinquenta. Também construiu um grande seminário e cento e quarenta templos, incluindo igrejas e capelas, bem como setenta e seis faculdades e dezoito escolas católicas, cinco casas de repouso, quatro hospitais e doze orfanatos.
Em 1883, o arcebispo solicitou um coadjutor, recebendo Patrick William Riordan, que seria seu sucessor. A renúncia do Arcebispo Alemany foi aceita em 21 de dezembro de 1884 pelo Papa Leão XIII e logo se retirou para a Espanha. Sadoc recebeu a sé titular de Pelúsio em 20 de março de 1885. Ele passou os últimos anos de sua vida dedicando seus esforços para restaurar a Ordem Dominicana em seu país natal, em conventos na Catalunha e Valência; serviu na paróquia de Nuestra Señora de la Pilar, Valência, até sua morte. A seu pedido, seus restos mortais foram sepultados na antiga igreja de Santo Domingo em Vich, onde ele havia sido recebido na Ordem Dominicana 60 anos antes. Em 1965, os restos mortais de Alemany foram devolvidos a São Francisco para sepultamento no mausoléu dos arcebispos no Cemitério da Santa Cruz.